# Montigny (Sarthe)
Montigny – miejscowość i dawna gmina we Francji, w regionie Kraj Loary, w departamencie Sarthe. W 2008 roku liczba ludności wynosiła 46 mieszkańców. 
W dniu 1 stycznia 2015 roku z połączenia sześciu ówczesnych gmin – Chassé, La Fresnaye-sur-Chédouet, Lignières-la-Carelle, Montigny, Roullée oraz Saint-Rigomer-des-Bois – utworzono nową gminę Villeneuve-en-Perseigne. Siedzibą gminy została miejscowość La Fresnaye-sur-Chédouet. 